# Pleurothallis gracilicaulis
Pleurothallis gracilicaulis är en orkidéart som beskrevs av Seehawer. Pleurothallis gracilicaulis ingår i släktet Pleurothallis och familjen orkidéer. Inga underarter finns listade i Catalogue of Life.